# Дружна Горка (Ленінградська область)
Дружна Горка (рос. Дружная Горка) — міське селище у Гатчинському районі Ленінградської області Російської Федерації.
Населення становить 3461 особу. Належить до муніципального утворення Дружногорське міське поселення.

## Географія
Населений пункт розташований на південній околиці міста Санкт-Петербурга.

## Історія
Згідно із законом від 16 грудня 2004 року № 113—оз належить до муніципального утворення Дружногорське міське поселення.

## Населення
| 1862  | 1920  | 1923  | 1926  | 1932  | 1933  | 1935  |
| ----- | ----- | ----- | ----- | ----- | ----- | ----- |
| 105   | ↗710  | ↗770  | ↗1027 | ↗2000 | →2000 | ↘1900 |
| 1939  | 1945  | 1949  | 1959  | 1970  | 1979  | 1989  |
| ↗2659 | ↘670  | ↗1961 | ↗3191 | ↗4245 | ↗4665 | ↘4208 |
| 1997  | 2002  | 2006  | 2009  | 2010  | 2012  | 2013  |
| ↘3800 | ↘3696 | ↘3600 | ↗3649 | ↘3463 | ↗3629 | ↗3646 |
| 2014  | 2015  | 2016  | 2017  | 2018  | 2019  | 2020  |
| ↗3650 | ↘3649 | ↘3626 | ↘3606 | ↗3607 | ↘3551 | ↘3461 |